# Kőbeles-barlang
A Kőbeles-barlang a Duna–Ipoly Nemzeti Parkban található Budai-hegységben, Biatorbágyon lévő egyik barlang.

## Leírás
A Kőbeles-barlang Biatorbágy szélén, a Sóskút felé tartó közút keleti felén lévő sziklavonulat tövében helyezkedik el. Ennek az É–D-i irányú miocén mészkővonulatnak körülbelül a közepén helyezkedik el a (1:10.000-es méretarányú) topográfiai térképen Nyakas-kő névvel jelölt sziklaforma, melyet a piros sáv jelzésű turistaúton lehet megközelíteni. A barlang a Nyakas-kőtől ÉK-re, 60–70 m-re, a mészkővonulatot K–Ny-i irányba átszelő völgy talpának közelében, a völgytengely É-i oldalán található. Az engedély nélkül látogatható barlang megtekintéséhez lámpa sem kell.
Az üreg fehér, könnyen málló mészhomokkőben (lajta mészkőben) keletkezett. Ebben a kőzettípusban sok ősmaradvány van (leginkább kagylók, csigák), valamint azok kőbelei, melyek a barlang környezetében jól megfigyelhetők. A barlang létrejöttében (az egykori korróziós hatásokon kívül) minden bizonnyal az ember is közrejátszott az ősmaradványok után kutakodás miatt. A puha, porló kőzetanyagot tekintve ez könnyen elképzelhető, de ennek nyomai nem figyelhetők meg egyértelműen. A poros, omladéktömbökkel fedett aljzatú üregben képződmény nincs, a preformáló törés mentén fellazult kőzetanyagon át hajszálgyökerek lógnak be. Szerencsére jelenleg még nincs szemét a barlangban, de ismerve a hasonló jellegű üregek sorsát, számolni kell ezzel a veszélyeztető tényezővel.

## Kutatástörténet
Gazda Attila 2004-ben felmérte a barlangot, majd a felmérés adatainak felhasználásával, 2004. december 30-án megszerkesztette a Kőbeles-barlang (Biatorbágy) alaprajz térképét és hosszmetszet térképét. Az alaprajz térképen, amelynek használatához a térképlapon fel van tüntetve az É-i irány, látható a hosszmetszet elhelyezkedése a barlangban.
A barlang 2004. december 30-án, BTI kataszteri felvétel alapján készült nyilvántartólapja szerint a Kőbeles-barlangnak (4710-es barlangkataszteri terület, Pest megye, Biatorbágy, Etyeki-dombság) hegyoldalban lévő sziklafal tövében van a bejárata. A barlangbejárat 2,7 m széles, 1,95 m magas, természetes jellegű, íves alakú és lejtő tengelyirányú. A részletesen felmért barlang 2,74 m hosszú, 2,45 m függőleges kiterjedésű, 1,95 m magas, 0,5 m mély és 2,54 m vízszintes kiterjedésű. Az üreg középső miocén (bádeni) mészkőben (Rákosi Mészkő Formáció) alakult ki. Tektonikus repedés mentén keletkezett a barlang omlás, korrózió, illetve emberi tevékenység következményeként. A sziklaodú térformájú barlang aljzata lejt. Jellemző szelvénytípusa a szabálytalan.
Időszakosan csepegő víz jelenik meg az üregben. Az üreg befoglaló kőzetanyaghoz kapcsolódó elemei az ősmaradványok. Törmelékes, helyben keletkezett szervetlen kitöltése: omladék, kőzettörmelék, befoglaló kőzetből kimállott egyéb anyagok. Némi talaj, humusz fordul elő a barlangban. Tematikus feldolgozás: térkép, fénykép, kataszter, leírás. Illetékes természetvédelmi hatóság: Duna–Ipoly Nemzeti Park. A könnyen megközelíthető barlang engedély nélkül, könnyen járható. A kis mértékben megváltoztatot barlang aljzata taposott. Veszélyeztető tényező: hulladék. Kapcsolódó dokumentumok: térkép.